# Hermann Kapp (Politiker)
Hermann Kapp (* 23. Juli 1898 in Nagold; † 20. Mai 1983) war ein deutscher Landtagsabgeordneter der CDU in Baden-Württemberg.

## Leben
Hermann Kapp wurde am 23. Juli 1898 in Nagold geboren. Er erwarb die Mittlere Reife und besuchte dann die Höhere Textilfachschule Aachen. Ab 1922 war er Teilhaber des elterlichen Betriebs. 1928 bis 1934 und 1949 bis 1958 war er Vorstand des Gewerbevereins Nagold und später Ehrenvorstand. Von 1931 bis 1934 war er Aufsichtsratsmitglied der Volksbank Nagold und seit 1934 Vorstandsmitglied.
Seit 1953 war er Vorsitzender des Landesverbandes der Württembergischen Gewerbe- und Handelsvereine e.V. und seit 1954 stellvertretender Vorsitzender des Aufsichtsrates der Handwerker-Krankenkasse Stuttgart und Aufsichtsratsmitglied der Zentralkasse Württembergischer Volksbanken eGmbH.
Seit 1959 war er Präsident des Deutschen Gewerbe-Verbandes.

### Politische Karriere
Kapp trat zum 1. Mai 1933 der NSDAP bei (Mitgliedsnummer 2.921.716). Seit 1953 arbeitete er in der CDU mit und wurde 1955 Mitglied, wo er im Kreisvorstand mitarbeitete. Er wurde Ortsvorsitzender in Nagold und arbeitete mit im Bundesarbeitskreis Mittelstand der CDU/CSU.
Von 1960 bis 1968 war er Mitglied des Landtags.
1967 wurde ihm das Große Bundesverdienstkreuz verliehen.

## Familie
Hermann Kapp war verheiratet und hatte zwei Kinder.